# リーオー
リーオー (Leo) は、1995年に放送されたテレビアニメ『新機動戦記ガンダムW』に登場する架空の兵器。有人操縦式の人型ロボット兵器「モビルスーツ」 (MS) のひとつ。
作中の年代である「アフターコロニー (A.C.)」で初めて実用化された汎用量産型MS。武装組織「OZ（オズ）」や地球圏統一連合など、多くの国家、勢力に広く普及している。機体名の「リーオー」とは、黄道十二星座の一つであるしし座（レオ）の英音訳。テレビアニメのエンディングテロップでは「リィオウ」とも表記された。
メカニックデザインはカトキハジメが担当。当記事では、同じアニメ本編、メディアミックスの『新機動戦記ガンダムW デュアルストーリー G-UNIT』『新機動戦記ガンダムW Endless Waltz 敗者たちの栄光』『新機動戦記ガンダムW Frozen Teardrop』などに登場する各派生機の解説も記述する。

## 機体解説
OZが開発した初の量産型MS。原型となったのはA.C.史上初の戦闘用MS「トールギス」だが、同機を開発した技術者はウイングガンダムゼロ開発の後に行方をくらましていたことから、残されたトールギスの設計図を基にOZで開発が行われた。開発担当者はOZのセイス・クラーク技師。性能を重視するあまり常人では乗りこなせない機体になってしまったトールギスに対し、リーオーは一般兵でも操縦が可能で、優れた量産性と汎用性に重点を置いた設計がなされている。これはトールギスが安全性を無視した設計だったことと、開発時にOZと連合がコロニー国家群と対立していた事を受け、過剰な性能よりも生産を重視し、威嚇する機体としての役割が優先された事に起因する。このため、機体を量産可能なレベルまで小型化・簡略化している。背部と両肩前後、太腿部側面にはオプション用のアタッチメント機構が備えられ、装備を換装することで多彩な戦場に対応できる。その高い汎用性と良好な操縦性から多数が量産され、マイナーチェンジを繰り返しながら数十年にわたり運用されている。のちには、無人機のモビルドール (MD) システムの実験機にも使用された。イブ・ウォー後は軍縮の流れから軍事兵器として用いられる事はほとんどなくなり、人型重機として運用されている。
その性能はほかのすべてのMSの基準となり、本機の各性能数値を100とし、その上下幅でほかの機体の性能を評価する相対値「アビリティレベル」が設定された。地上仕様のカラーリングは地球圏統一連合・マリーメイア軍・OZトレーズ派がモスグリーン、OZ財団派が青色、宇宙仕様のカラーリングは地球圏統一連合・ホワイトファングが紫色、OZ・世界国家軍が地上仕様と同様に青色である。また、第6話にてレディ・アン指揮下で運用された地上仕様の機体は薄紫色に塗装されていた。

### 武装・オプション装備
105mmライフル
大気圏内で運用される際の本機の主兵装。実弾火器で、銃口の上には照準用レーダーがある。銃身下に取り付ける円筒型マガジンの装弾数は約100発超。使用時には両腕で保持することが多い。
ドーバーガン
機体全高に匹敵する砲身長をもつカートリッジ式実弾砲。運用の際は右肩に専用のジョイントパーツを換装し吊り下げるようにして携行する。
原型機であるトールギス側の同名装備とは形状も若干異なっており、威力にも大きな差があるが、第1話でのゼクス機ではウイングガンダムの推進器に直撃させ、内部を損傷させている。また、ヒイロの搭乗機はトールギスと同じビームタイプを装備し、サリィ・ポォがOZの基地から奪取する機体は2挺持ちで使用する。続編小説におけるリーオーIV型［グライフ］での解説ではトラゴスの肩部キャノン砲と同等あつかいになっている。
ビデオゲームのSDガンダム GGENERATIONシリーズではほぼ全作で「属性」が実弾射撃あつかい、かつ青（水）色のOZ仕様機の主武装となっている。
シールド
トールギス用と同タイプの円形で、ジョイントを介して左肩に取り付けるため、装備中も両腕が使える。量産品であるため表面のエンブレムはなされていない。裏面にビームサーベル2本を収納する。
ビームサーベル
接近戦用の斬撃武装。左肩シールド裏に2本装備され、うち1本は予備となる。
ノーマル型ビームライフル
宇宙用のリーオーのために用意された兵装であるが、大気圏内での使用にも適する。ノーマル型とショーティ型の二種類が存在し、状況によって使い分ける。ノーマル型は威力を重視しており、銃身先端にはレーダーを設置している。使用時は両手で保持する運用が基本となる。
ショーティ型ビームライフル
基本構造はノーマル型ビームライフルと共通だが、バレルが短く銃上部のグリップは撤廃されている。マズル先端にはセンサーを備える。取り回しを重視したタイプで、片手での運用も可能。
ビームライフル（トラゴス用）
第1クールあらすじパートで居並んでいる全機や住民を拘束している1機の地上用などは、トラゴス用のビームライフルを携行する。
バズーカ
榴弾・徹甲弾などの各種砲弾を射出するバズーカ砲。砲身が長く、反動が大きい装備。
大型ビーム砲
第1クールあらすじパートにて、宇宙用の機体がシャトルを狙撃する際に使用していた大型火器。第22話でもバンクシーンで登場し、こちらではトーラスを迎撃していた。両腕で保持し使用する。プレミアムバンダイにて2014年5月に限定販売された『ROBOT魂』「リーオーオプションセット3」に付属していた。
コロニー用ビームライフル
第1クールあらすじパート、第1話や第25話の劇中、それらを利用したバンクなどで持っていたトールギスにおける「幻のライフル」と同一のもの。公式設定が皆無で長らく不詳のままだが、当機がアクションフィギュア『MIA』で限定商品化された際は、当銃を上述のリーオー用ノーマル型、トラゴス用の短いビームライフルを指揮官向けショーティー型とあつかって（解釈して）付属されている。
またこのライフルは銃身上部中央がキャリングハンドルではなく四角いスコープになっているため、左手を銃床に添えているか片手で射撃している作画が多い。
宇宙用オプション
背部アタッチメントに装着される。宇宙での行動時に使用されるオプションで、円筒形のプロペラントタンクとバーニアが一式となっている。
パラシュートパック
地上用の背部オプションのひとつ。主に輸送機からの空挺降下作戦の際に使用される。着地直前はバーニア噴射による制動を行い、ユニットを切り離して着地する。
高機動オプション
背部アタッチメント用のターボ・ファンと太腿側面用の初期加速ブースター、加速用ドロップタンクなどの一式。主翼と強力なジェットエンジンで大気圏内での単体飛行や空中戦が可能でエアリーズ並みの機動性を持つが、航行距離のみは劣る。。

### 劇中での活躍
テレビシリーズ・OVA（映画）・外伝・メディアミックスなどを含めたほぼすべてに登場し、主要登場人物の大半が搭乗する機種でもある。トロワ・バートンは名無しの傭兵時代に、ゼクス・マーキス、トレーズ・クシュリナーダ、ヴァルダー・ファーキルも当初はリーオーに搭乗し、ゼクスは大気圏突入直後のウイングガンダムと交戦、空中で機体をからみつかせ拘束しゼクスは脱出、これを海に沈める。オデル・バーネットはMO-V護衛時に使用する。
「容赦のない兵器」と揶揄されたMD（モビルドール）の誕生以降は覆し難い性能差とともに無人機全盛の時勢の中で苦戦を強いられるが、有人機の必要性を説いたトレーズの意志を体現するにふさわしい機体として信奉され、最終決戦では世界国家軍の主力機としてホワイトファング軍のビルゴIIのカウンターパートを務める。それ以外でも作業用などさまざまな場面に登場する。
マリーメイア事変ではヒイロ・ユイとデュオ・マックスウェルがX18999コロニー侵入の際にコロニー内部で奪取し敵リーオー部隊に大打撃を与えるものの、迎撃に現れた張五飛のアルトロンガンダムとトロワ・バートンのサーペントには性能差の前に敗北する。

### バリエーション

#### リーオー・アーリータイプ
ブント軍などが使用。リーオーの初期量産機となる。本編登場の一般機と比較し、肩・膝関節周りのデザインが異なる。パイロットはナナキ少佐（テレビ第12話）、名無し時代のトロワ・バートン（Endless Waltz OVAおよび特別編）など。

#### リーオーキャノンタイプ
モガディシオ要塞で運用されていた機体で、肩部に近接戦用のキャノンを備えており、それにともない装甲形状も変化している。
機体呼称は「新機動戦記ガンダムW MSエンサイクロペディア」を参照。

#### MDシステム実験機
MD（モビルドール）の試験用として3機が登場。戦車を的確な射撃で撃破し実験の成果を見せるが、トレーズの搭乗していたリーオーには歯が立たず、ビームサーベルで全機が一刀両断される。
機体呼称は「新機動戦記ガンダムW MSエンサイクロペディア」を参照。

#### EWACリーオー
漫画『新機動戦記ガンダムW デュアルストーリー G-UNIT』に登場するOZプライズの偵察用MS（早期警戒管制機）。カラーは紫で肩アーマーがなく、頭部全体が巨大なレドーム状になっており、四角いカメラアイが頭頂部から縦並びで3基に増やされている。武装は105mmマシンガン。
MO-Vにガンダムがいるか否かを確認する任務を帯びてMO-V宙域に赴き、ガンダムジェミナス01を発見。撤収するもジェミナス01に追われ、ビームソードで戦闘不能にされてしまう。アディンがトドメを刺すよりも所属を聞き出すことを優先したため、アディンの甘さを嘲笑い「プライズに栄光あれ」と口にした後に自爆。
自爆前にグランシャリオにデータを送ったことでプライズはガンダムのいるMO-Vをターゲットにするようになった。

#### レオス
OZプライズで運用されたリーオーのカスタム機の一つ。3機の中ではバランスを重視している。
星屑の三騎士全員での出陣では、レオンとレオールとの連携でガンダムジェミナス02を撃破。後にヴァルダーの配下となったクラーツのレオールのロングビームランスで戦闘不能にされるが、ガンダムL.O.ブースターに助けられ、MO-Vに運ばれる。

#### レオール
OZプライズで運用されたリーオーのカスタム機の一つ。3機の中では運動性を重視した改造が行われている。
ガンダムジェミナス02と交戦した後、設置した宇宙機雷に落ちていくガンダムジェミナス01目掛けて、ハイパーランチャーを放ち、ジェミナス01の身代わりとなったジェミナス02に勝利。ヴァルダー派に回った際には、レオスを破壊した。その後の戦闘では、ガンダムグリープのビームランサーで両腕を切断されたり、ロッシェが操縦するガンダムL.O.ブースターのビームソード上半身と下半身を真っ二つに切断されている。 
デザインはレオン、レオスとともにときた洸一が行った。ときた洸一はインタビューに際し、エアリーズの意匠が取り入れられていると語っている。

#### レオン
OZプライズで運用されたリーオーのカスタム機の一つ。装甲とパワーを重視した改造を施した機体。
星屑の三騎士のカスタムリーオーでは最初にMO-Vと交戦。ロウ・サーナンのシャトルを撃墜し、オデルのリーオーの攻撃をものともしないが、ガンダムジェミナス01のビームソードにパワー負けして、右腕を切断されてしまう。次の戦闘では、レオスとの連携でジェミナス01を捕らえた上、バルカンでブースターを破壊し、宇宙機雷に向けて投げつけ、結果的にガンダムジェミナス02を仕留めている。ドクター・ペルゲの回収を務めたこともあった。最終的には、ハイドラガンダムのバスターカノンで消滅。
ときた洸一はインタビューに際し、トラゴスの意匠が取り入れられていると語っている

#### Dユニット
『G-UNIT』に登場。MDのデータを元に資源衛星MO-Vで製作された無人機。両腕部はビームキャノンに換装されている。コストの割には高い戦果を上げる。

#### ヴァルダー・ファーキル専用カスタムリーオー
『G-UNIT』に登場。ヴァルダー・ファーキルがOZプライズに合流する以前に搭乗していたカスタム機。劇中では一コマのみ描かれ、詳細な設定画などはない。ヴァルダーはこの漆黒の機体に搭乗しての戦果から「暗黒の破壊将軍」と呼ばれるようになった。当時コミックボンボンで行われたリーオーの改造案を募集する公募企画に送られた作品がもとになっている。

#### Gリーオー
『G-UNIT』に登場。資源衛星MO-Vに最後に残された2機の模擬戦仕様機のうち、アディンが搭乗する機体。外見は宇宙用のリーオーだが、アディン仕様に改造が施されており右肩と胸部に01の文字、頭部にV字アンテナ、口にあたる部分にはガンダムを模したへの字のダクトが追加されている。武装は105mmマシンガン（ペイント弾10発）、縦長のシールドを持つ。

##### Gリーオー02
『G-UNIT』に登場。資源衛星MO-Vに残された2機のリーオーのうちのオデル機。外見は宇宙用のリーオーで右肩に02の文字が描かれている。武装は105mmマシンガン（ペイント弾10発）、円形のシールドをもつ。

#### エンドレスワルツ版
漫画『新機動戦記ガンダムW Endless Waltz 敗者たちの栄光（敗栄）』などに登場。デフォルト（無装備）状態の立ち姿イラストはアニメ版における3種類のカラーリングではなく白で描かれており、さらに以下のバリエーションが存在する。
リーオーII型［キマイラ］
リーオーIII型［キマイラ（新型）］
リーオーIV型［グライフ］
生産性を度外視し、量産型の域を超えたOZスペシャルズ専用の特別機。カラーは白で、トールギスとほぼ同じ武装と、背中や腰などの各種バーニアで構成されており、リーオーの重装備とエアリーズの高機動性を兼ね備えている。また、トレーズ機のみ頭部に青い鶏冠が付けられており外見がさらにトールギス寄りになっている。
トールギスを量産向けに改装してリーオーを開発したセイス・クラークは、己の苦労を無にするこの機体を認めず憤慨するが、若き日のトレーズやゼクス、ノインなどの乗機としてマリウス・プラント攻防戦で活躍する。『敗栄』ではアニメ第1話にあたるウイングガンダムとの初戦でゼクスが搭乗する。バートン財団と通じていた宇宙革命軍のアルテミス・セディッチ、カーンズらによって奪取される機体もあり、それらは漆黒に彩られた「シュヴァルツ・グライフ」としてバルジ要塞を攻撃する。